# Elecciones presidenciales de Guinea-Bisáu de 2019
Las elecciones presidenciales en Guinea-Bisáu se realizaron el 24 de noviembre de 2019, dado que ningún candidato recibió la mayoría absoluta de los votos, se realizará una segunda vuelta el 29 de diciembre de 2019. La segunda vuelta se realizó entre Domingos Simões Pereira del oficialista Partido Africano para la Independencia de Guinea y Cabo Verde y Umaro Sissoco Embaló del Movimiento para la Alternancia Democrática (ambos ex primeros ministros de Guinea-Bissau), mientras que el presidente en funciones José Mário Vaz, quién participó en las elecciones como independiente, llegó de cuarto lugar en la primera vuelta. Sissoco Embaló resultó elegido presidente con el 53.55% de los votos, sin embargo Pereira denunció fraude electoral y prometió impugnar los resultados en la Corte Suprema.

## Antecedentes
Guinea-Bisáu volvió al orden constitucional en 2014 con la elección de José Mario Vaz como presidente. Vaz ganó las elecciones presidenciales de 2014 como candidato del PAIGC, pero se enemistó con el partido después de que destituyó a su primer ministro Domingos Simões Pereira, líder del PAIGC, en agosto de 2015. Durante su presidencia (2014-2019), Vaz ha trabajado con siete primeros ministros, un indicador del grado de inestabilidad política que caracterizó a su administración.

## Sistema electoral
El Presidente de Guinea-Bisáu es elegido por mayoría absoluta (50+1%), si ningún candidato obtiene mayoría absoluta (50+1%) se realiza una segunda vuelta entre los dos candidatos más votados de la primera vuelta.[cita requerida]

## Resultados preliminares
| Candidato                          | Partido                                                  | Primera vuelta | Primera vuelta | Segunda vuelta | Segunda vuelta |
| Candidato                          | Partido                                                  | Votos          | %              | Votos          | %              |
| ---------------------------------- | -------------------------------------------------------- | -------------- | -------------- | -------------- | -------------- |
| Domingos Simões Pereira            | PAIGC                                                    | 222,870        | 40.13          | 254,468        | 46,45%         |
| Umaro Sissoco Embaló               | Madem G-15                                               | 153,530        | 27.65          | 293,359        | 53,55%         |
| Nuno Gomes Nabiam                  | APU–PDGB                                                 | 73,063         | 13.16          |                |                |
| José Mário Vaz                     | Independiente                                            | 68,933         | 12.41          |                |                |
| Carlos Gomes Júnior                | Independiente                                            | 14,766         | 2.66           |                |                |
| Baciro Djá                         | Frente Patriótico de Salvación Nacional                  | 7,126          | 1.28           |                |                |
| Vicente Fernandes                  | Partido de Convergencia Democrática                      | 4,250          | 0.76           |                |                |
| Mamadú Iaia Djaló                  | Partido Nueva Democracia                                 | 2,813          | 0.51           |                |                |
| Idrissa Djaló                      | Partido de Unidad Nacional                               | 2,561          | 0.46           |                |                |
| Mutaro Intai Djabi                 | Independiente                                            | 2,385          | 0.43           |                |                |
| Gabriel Fernando Indi              | Partido Socialdemócrata Unido                            | 1,982          | 0.36           |                |                |
| António Afonso Té                  | Partido Republicano por la Independencia y el Desarrollo | 1,061          | 0.19           |                |                |
| Votos inválidos y en blanco        | Votos inválidos y en blanco                              | 11,125         | –              |                |                |
| Total                              | Total                                                    | 566,473        | 100            | 553,521        | 100            |
| Votantes registrados/participación | Votantes registrados/participación                       | 761,676        | 74.37          | 761,676        | 71.92          |
| Fuente: CNE; CNE                   |                                                          |                |                |                |                |